# Góra Pobaba
Góra Pobaba – częściowo zalesione wzgórze o wysokości 456 m n.p.m. Znajduje się na Wyżynie Olkuskiej na południe od miejscowości Gorenice w Parku Krajobrazowym Dolinki Krakowskie w województwie małopolskim, przy granicy gminy Olkusz i gminy Krzeszowice.